# Thomas Winkelbauer
Thomas Winkelbauer (ur. 14 marca 1957 w Wiedniu) – austriacki historyk, profesor na Uniwersytecie Wiedeńskim.
W latach 1975–1984 studiował historię, politologię i filologię klasyczną na Uniwersytecie Wiedeńskim. W 1984 uzyskał stopień doktora (Doktor der Philosophie) na tej samej uczelni. Od 1984 do 1995 pracował jako asystent, od 1995 jako adiunkt (Assistenzprofessor). W 1998 habilitował się z zakresu historii Austrii. W roku akademickim 1998/1999 gościnnie wykładał na Uniwersytecie w Salzburgu. Od 2007 pracuje na Uniwersytecie Wiedeńskim jako profesor, ze specjalizacją historia monarchii Habsburgów od XVI wieku.
Członek Collegium Carolinum w Monachium od 2002, członek korespondent Austriackiej Akademii Nauk od 2007 i członek zwykły od 2010, członek Komisji Historycznej Bawarskiej Akademii Nauk od 2008, członek Academia Europaea od 2012.
W 1985 poślubił Monikę Hauer. Ma córkę Hannah (ur. 1987).

## Książki
- Gundaker von Liechtenstein als Grundherr in Niederösterreich und Mähren. Normative Quellen zur Verwaltung und Bewirtschaftung eines Herrschaftskomplexes und zur Reglementierung des Lebens der Untertanen durch einen adeligen Grundherrn sowie zur Organisation des Hofstaats und der Kanzlei eines „Neufürsten“ in der ersten Hälfte des 17. Jahrhunderts (Fontes rerum Austriacarum, 3. Abt.: Fontes Iuris, Bd. 19, Wien-Köln-Weimar 2008).
- Fürst und Fürstendiener. Gundaker von Liechtenstein, ein österreichischer Aristokrat des konfessionellen Zeitalters (Mitteilungen des Instituts für Österreichische Geschichtsforschung, Ergänzungsband 34, Wien-München 1999).
- Robot und Steuer. Die Untertanen der Waldviertler Grundherrschaften Gföhl und Altpölla zwischen feudaler Herrschaft und absolutistischem Staat (vom 16. Jahrhundert bis zum Vormärz) (Forschungen zur Landeskunde von Niederösterreich 25, Wien 1986).
- Ständefreiheit und Fürstenmacht. Länder und Untertanen des Hauses Habsburg im konfessionellen Zeitalter, 2 Teilbände (Österreichische Geschichte 1522-1699, hrsg. von Herwig Wolfram, Wien 2003, Studienausgabe 2004).